# スペリング・ビー

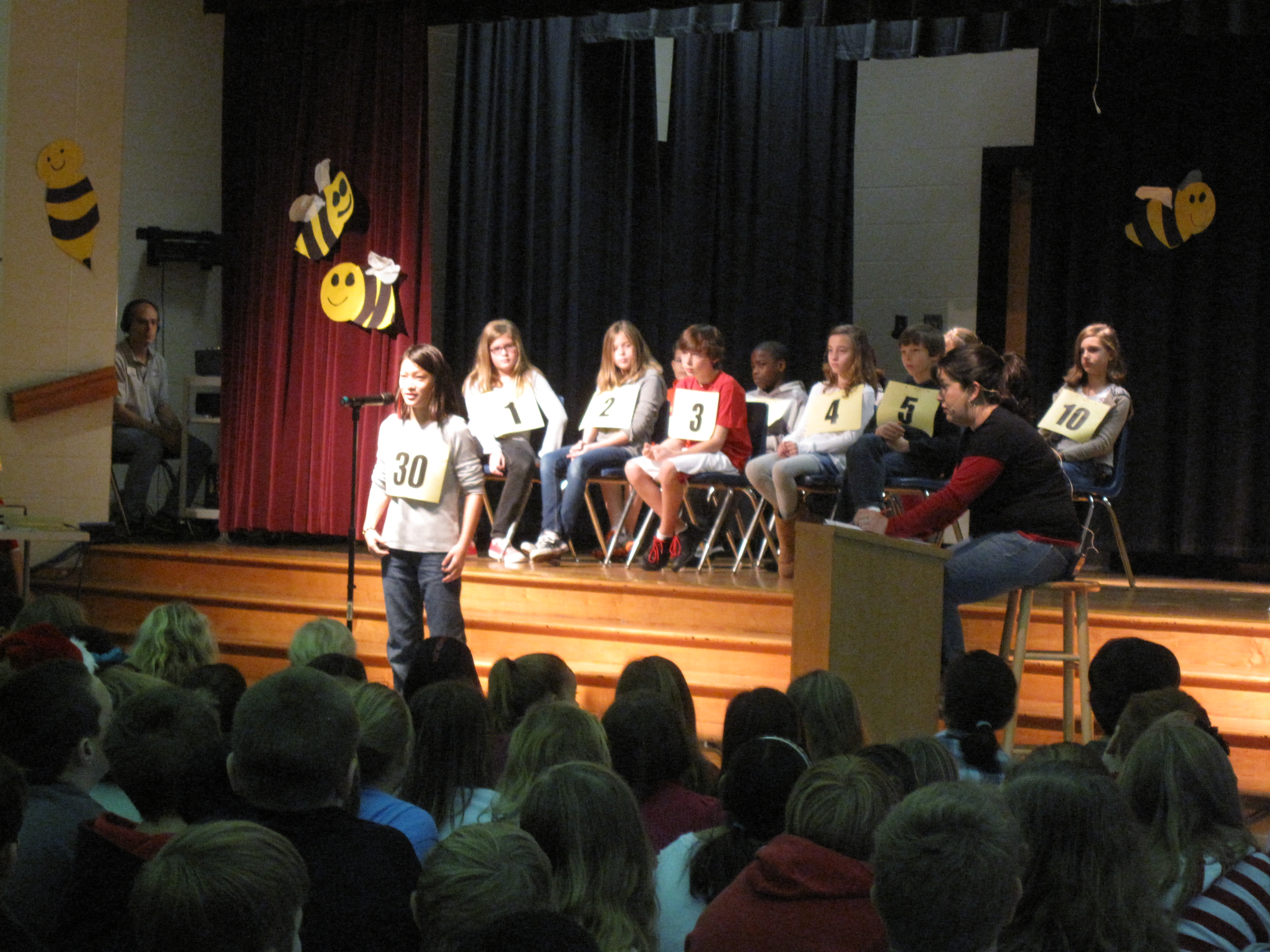
小学校で開催されたスペリング・ビーの様子。参加者たちの中から回答者が前に出、観客と審査員の前に立っている

スペリング・ビー（英: spelling bee. ほかにSpelling Bと綴られることもある）は、単語の綴り（スペル）の正確さを競う競技会である。競技者はある単語を問われ、その綴りを正確に答えることが求められる。このコンセプトはアメリカ合衆国で発祥したと考えられており、今日では世界各地でさまざまに変化を遂げつつ行われている。
英語の綴りは不規則であるため、英語のスペリング・ビーは、規則的な綴りを持つ言語で行うよりも有意義なものとなっている。アメリカ合衆国においては国民的な人気を有しており、各地の大会を勝ち抜いた少年少女が競う全米大会はテレビで生中継される。日本では「英単語つづり大会」「英単語のスペル暗記大会」などと紹介される。回答者は、未知の語について出題者に質問することができ、この質問を通して正答を導き出す過程が魅力とされている。また、英語以外の言語からの借用語も出題され、時に勝敗を左右する。

## 語源
歴史的に、bee という単語は、特定の活動のための「寄り合い」や「内輪の集まり」(get-together) の意味で使われており、husking bee（トウモロコシの皮むき作業のための集まり）、quilting bee（キルト制作の集まり）、 apple bee（干しリンゴを作る作業のための集まり）といった語がある。その語源ははっきりしないが、古英語で祈祷 (prayer) を意味するbēn から来たのではないかと考えられている。

## 歴史

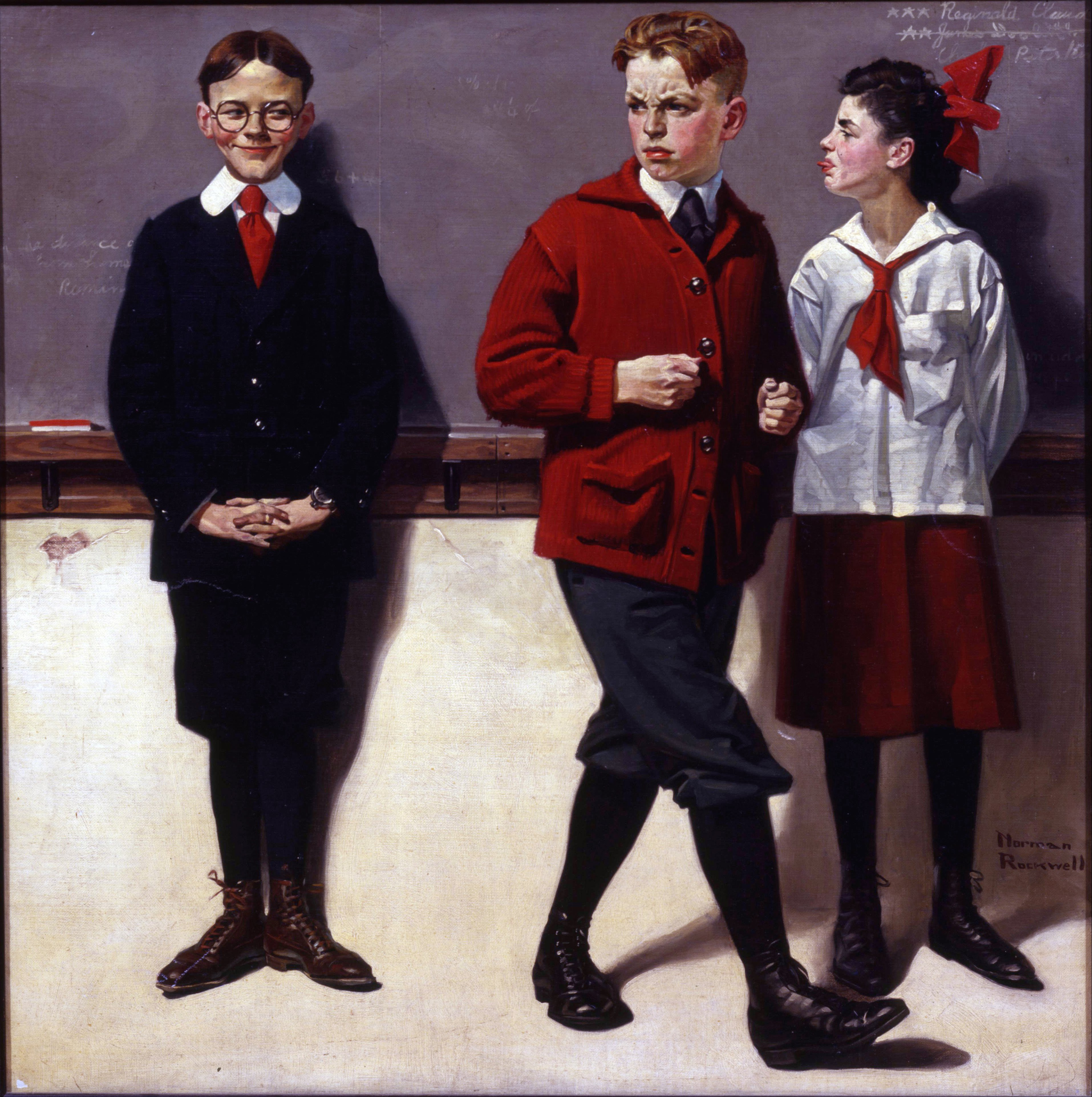
「ペロポネソス」を綴るいとこレジナルド "Cousin Reginald Spells Peloponnesus (Spelling Bee)"（ノーマン・ロックウェル、1918年）

印刷物に spelling bee という言葉が現れた最古の事例は、1850年のものである。しかし、より古い spelling match という形であれば、1808年までさかのぼることができる。この競技会の重要な推進力となったのは、1786年に初版が刊行されたノア・ウェブスターの綴り字教本（スペルブック）である。このスペルブックは俗に「青表紙の綴り字教本 (The Blue-backed Speller)」と呼ばれ、米国においては5世代にわたり、小学校教育の課程の中で欠かせない役割を果たしている。現在においても、競技会において基準となるものは、メリアム＝ウェブスター大辞典 (Merriam-Webster unabridged dictionary) である。
1925年、ケンタッキー州ルイビルの『クーリエ・ジャーナル』紙 (The Courier-Journal) によって、アメリカ合衆国におけるスペリング・ビーの全国大会 The United States National Spelling Bee が始められた。第1回大会 (1st Scripps National Spelling Bee) はワシントンD.C.で開催され、11歳のフランク・ニューハウザー (Frank Neuhauser) が初代優勝者となった。1941年に、スクリップス・ハワード・ニュース・サービス社はこの大会のスポンサーシップを獲得し、名前を「スクリップス・ハワード・ナショナル・スペリング・ビー」と改めた（その後、単に「スクリップス・ナショナル・スペリング・ビー」に変更された）。この大会には、米国50州のほか、カナダ、バハマ、ニュージーランド、欧州諸国から参加者が集まる。
1996年にはシニア向けの大会 The National Senior Spelling Bee がワイオミング州シャイアンで始まった。Wyoming AARP がスポンサーについたこの大会は、50歳以上に門戸が開かれている。2008年には、南アジア系アメリカ人の子供を対象とする南アジア・スペリング・ビーが始まった。

## 競技
競技参加者はスペラーと呼ばれる。2011年の全米大会を取材した記事によれば、予選段階では筆記も用いられるが、勝ち進むと口頭での回答が行われる。

### 口頭回答形式
1人ずつステージに出た回答者に対して、出題者である公式発音者（プロナウンサー）が単語を発音し、回答者はその綴りを口頭で答える。持ち時間以内に答えられなかった場合や、スペルを間違えた場合には脱落となる。
回答者は、言葉の意味や品詞、文例、語源を出題者に尋ねることができる。出題された未知の単語に対し、これらの情報を駆使して正しい綴りを導き出すのが、競技の見どころとされる。

### 練習
アメリカ合衆国における真剣なスペリング・ビー競技者は、難しい単語に対応するため、接辞や語源を学び、英語が引き入れた外国語をも学ぶ（全米大会では過去に、ドイツ語由来のknaidel（クネーデル、団子料理の名前）や、日本語由来のtokonoma（床の間）、kamikaze（特攻、無謀な）などが出題されている）。
スペリング・ビーのための準備教材は、全米大会を主催するスクリップス社から発行されているほか、それ以外の社からも出版されている。スクリップス社は毎年学習用小冊子を出版しているが、長らくWords of the Champions と題し、3000の単語を初級・中級・上級のグループに分けてリスト化していた。1990年代半ばにリストはPaideia （教育、文化を意味するギリシャ語に由来する語）に名を改め、4100の単語を収録した。2009年には Spell It! と題するより少ないリストが示され、これには1155単語が収録された（基本単語911と、244のチャレンジ単語）。
総合単語リスト (Consolidated Word List) は、スクリップス社から発行されており、また全国大会のウェブサイトでも公開されている。ここには、1950年以来全国大会で出題された全単語リストも含まれる。このリストは、頻度によって3つの章に分けられている。Consolidated Word Listは、基礎をマスターし Spell It! を習得した者を対象に編纂されており、800ページ近い厚さに2万4000単語が収録されている。

## アメリカ合衆国
米国において、スペリング・ビーは年次行事として行われ、各学校レベル・地域レベルから全国レベルまで各級の大会が開催される。各学校レベルでの参加者も含めると、全米で900万人が参加するという。

### 全米スペリング・ビー

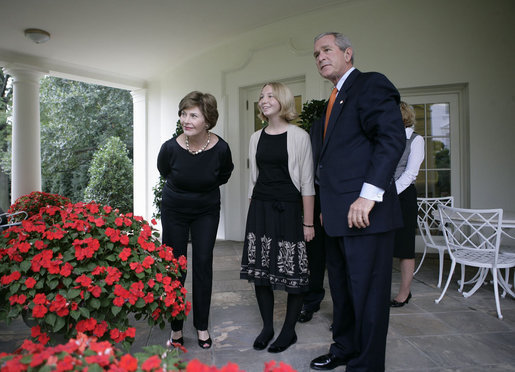
ホワイトハウスに招かれた全米大会優勝者。ジョージ・W・ブッシュ大統領夫妻と（2006年）

スクリップス・ナショナル・スペリング・ビー（Scripps National Spelling Bee）は、毎年開催されるスペリング・ビーの全米大会である。日本では、「全米スペリング大会」として紹介されることがある。出場資格は16歳未満で、第8学年以上ではないことである。過去最年少の出場者は6歳（2012年現在）。全米大会には300人弱が参加する。全米大会の優勝者には多額の賞金や商品が与えられ（2013年大会優勝者は、現金3万ドル（約300万円）の賞金、大学進学用のための貯蓄債権2500ドル（約25万円）相当を獲得した）、ホワイトハウスに招待されるなどの栄誉も手にする。
言葉の出典となるのはメリアム＝ウェブスター大辞典、ウェブスター新国際辞典第3版である。
全国大会はESPNで放送される。2006年からは、全国大会の決勝ラウンドは、ABCで生放送される。
大会には米国50州のみならず、さまざまな国や地域から出場者がある。2005年大会では、バハマ、ジャマイカ、グアム、アメリカ領ヴァージン諸島、アメリカ領サモア、カナダ、ニュージーランド、プエルトリコと駐独軍事基地からも参加者があった（カナダ、ニュージーランドからの参加はこの年が初であった）。2010年大会からは日本代表も出場している。

### 学校単位のスペリング・ビー
アメリカの子供たちは一般に、小学校か中学校でスペリング・ビーの競技会に参加する。同じ学年でクラス対抗の競技が行われ、各クラスの得点によって優勝クラスが決められる。個人レベルでも競技が行われ、優勝者は学校の代表として、郡や州、そして全国大会へと出場する。

### 南アジア・スペリング・ビー
米国内の別のスペリング・ビー全国大会の枠組としては、南アジア・スペリング・ビー (Metlife South Asian Spelling Bee) がある。2008年に始まったこのコンテストは、8歳から14歳までの南アジア系アメリカ人がスペリングを競うもので、毎年夏に全米を巡回して行われる。2011年には、全米10都市を巡り、衛星チャンネルであるソニー・エンターテイメント・テレビジョン・アジア (Sony Entertainment Television Asia) を通して全世界に放送された。

## 大衆文化の中でのスペリング・ビー

### 映画
- 『チャレンジ・キッズ 未来に架ける子どもたち』（2002年、ドキュメンタリー）
- 『綴り字のシーズン』（2005年）
- 『ドリームズ・カム・トゥルー』（2006年）
- 『バッドガイ 反抗期の中年男』（2013年）

### 舞台
- 『スペリング・ビー』[16]The 25th Annual Putnam County Spelling Bee（2005年） - 2005年トニー賞ミュージカル脚本賞 (Tony Award for Best Book of a Musical) 受賞作品